# Evolution (album)
Evolution – siódmy album studyjny amerykańskiego gitarzysty Tony'ego MacAlpine'a. Wydawnictwo ukazało się w 1995 roku nakładem wytwórni muzycznej Shrapnel Records.

## Lista utworów
Opracowano na podstawie materiału źródłowego.
1. "The Sage" (MacAlpine) - 4:48
2. "Oversea Evolution" (MacAlpine) - 4:49
3. "Eccentrist" (MacAlpine) - 5:51
4. "Time Table" (MacAlpine) - 6:20
5. "Seville" (MacAlpine) - 6:05
6. "Futurism" (MacAlpine) - 5:13
7. "Etude Nr. 5, Opus 10" (Chopin) - 1:45
8. "Powerfield" (MacAlpine) - 4:18
9. "Plastic People" (MacAlpine) - 4:20
10. "Sinfonia" (MacAlpine) - 5:35
11. "Aturias Kv467 Nr. 21" (Mozart) - 5:32

## Twórcy
Opracowano na podstawie materiału źródłowego.

- Tony MacAlpine – gitara, instrumenty klawiszowe, miksowanie, produkcja muzyczna
- Mike Terrana – perkusja
- Tony Franklin – gitara basowa
- Steve Fontano – inżynieria dźwięku, miksowanie, produkcja muzyczna
- Kenneth K. Lee, Jr. – mastering